# Forte Bastione
Il forte Bastione è una fortezza militare ottocentesca (1885-1889) costruita sul monte Bastione a 690 mslm, nel comune di Fosdinovo, al confine con Castelnuovo Magra, per ospitare una batteria militare a protezione della costa e dell'arsenale di La Spezia. La fortezza, che faceva parte del Sistema fortificato del Golfo della Spezia, era strategicamente concepita per contrastare sia i possibili attacchi dal mare che quelli da terra provenienti dalla valle del fiume Magra e dagli Appennini.
Sopravvissuto senza danni alla seconda guerra mondiale il forte presenta considerevole valore architettonico, anche se i documenti che lo riguardano sono ancora segretati negli archivi militari.
Il forte ha una forma irregolare ed è difeso da un fossato sulla fronte di gola, nella quale sono presenti alcune feritoie, a forma quadrata e circolare, usate un tempo dai fucilieri. Il resto della struttura è reso inaccessibile da un alto muro di cinta. 
Il forte ha anche una caserma difensiva posta sulla fronte di gola a forma di "punta di freccia". È un edificio di tre piani, ognuno dei quali ha sette od otto grandi camere e alcuni piccoli locali di servizio. Le finestre e il portale sono coronati da uno spesso bugnato in pietra. Il materiale usato per l'edificazione è principalmente la pietra locale, mentre gli archi e le volte sono stati realizzati in mattoni.

Oggi la caserma è una costruzione pericolante e fatiscente a causa dei danni subiti durante l'ultimo conflitto mondiale, ma soprattutto per la mancanza di manutenzione.
In origine l'ingresso dell'opera era servito da un ponte levatoio del quale oggi rimangono solo i basamenti. 

Oggi vi si può accedere, assumendosi ogni responsabilità della cosa, attraversando una piccola passerella costruita in legno e in metallo. 
Dopo essersi lasciati alle spalle il corpo d'ingresso, si giunge ad un piccolo piazzale, oltre il quale si accede, tramite una comoda rampa, verso il secondo spiazzo, posto di fronte al traversone, al cui interno sono presenti alcuni piccoli locali e tre androni (il più grande posto al centro della struttura e i due piccoli collocati ai lati). Superati gli androni, si giunge al terzo piazzale dal quale si possono vedere i due fronti. 
Il primo guardava la bassa Val di Magra e aveva tre piazzole binate e una tripla, sulle quli nell'Ottocento erano collocati sette cannoni di medio calibro.
Il secondo fronte è posto alla medesima altezza del traversone e vi si accede da due piccoli passaggi posti ai lati della fronte. Aveva due piazzole binate e una tripla, sulle quali furono installati anche qui sette cannoni di medio calibro. 

Sotto questo fronte di combattimento erano state costruite diverse grandi stanze, che sono state usate fino alla prima guerra mondiale per ospitare i magazzini d'artiglieria (per contenere la polvere da sparo, le spolette, ecc.) e i locali per il caricamento dei proietti. Questo fronte risulta ben conservato, ad eccezione delle rampe di scale che collegavano i magazzini alle traverse, che sono invece del tutto distrutte.

## Vicende storiche
Dalla fortezza non venne mai sparato un colpo e durante la Prima guerra mondiale venne utilizzata per detenervi i prigionieri austro-ungarici.

Verso la fine della Seconda guerra mondiale venne utilizzata come osservatorio dalle forze tedesche. 
Il 15 aprile del 1945 contingenti americani entrarono nella fortezza già abbandonata dai tedeschi.